# Louis Sellier
Pierre Daniel Louis Sellier (* 25. Juli 1790 in Paris; † 7. Februar 1870 in Leipzig) war ein deutsch-französischer Unternehmer und Bankier. Er war der Mitbegründer des tschechischen Munitionsproduzenten Sellier & Bellot.

## Leben
Selliers Vater Pierre Auguste Daniel Sellier arbeitete für die 1777 gegründete Tageszeitung Le Journal de Paris. Die Familie verstand sich als katholisch und streng royalistisch. Louis war das 17. von 19 Kindern. Zwei deutlich ältere Brüder, François und Antoine, wurden 1792 während der französischen Revolution guillotiniert. Nach dem Tod des Vaters um 1792 trat Geldnot ein, und Louis konnte seinem Wunsch, Architekt zu werden, nicht folgen. So kam er nach dem Schulbesuch in eine kaufmännische Lehre. Anschließend drohte er ins napoleonische Heer eingezogen zu werden, da er keinen Ersatzmann stellen konnte. Napoleon verabscheuend, ging Sellier nach Hamburg, wo bereits viele französische Emigranten lebten, und kam bei seinem Schwager, dem Kaufmann Plantin, unter. In Hamburg arbeitete Sellier als Vertreter für französische Firmen.
Als Hamburg 1810 an Frankreich fiel, reiste Sellier unter falschem Namen nach St. Petersburg. Er nutzte dafür die Papiere eines in Hamburg gestorbenen jungen Freundes aus Nürnberg. Als „H. Leonhard Dell“ lebte er mehrere Jahre in St. Petersburg und vertrat dort französische Firmen. Eine seiner Geschäftsreisen führte ihn nach Leipzig, wo ein nur zwei Jahre jüngerer Neffe, Barthélemy Sellier, in der Friedrich Wilhelm Rosenkranz'schen Galanteriewaren-Handlung arbeitete, einem eleganten Laden im alten Rathaus, Ecke Markt und Salzgäßchen. Dort fing auch Louis Sellier im Herbst 1813 an, kurz nach der Völkerschlacht. 1813 übernahm er mit Barthélemy Sellier in Leipzig die Firma Rosenkranz und benannte sie nachfolgend Sellier & Comp. Die Firma handelte mit hochwertigen Glas- und Metallwaren sowie Jagdwaffen nebst Zubehör. Aus Vorsicht lebte Sellier jedoch weiter unter dem Namen „Dell“ und hielt sich nicht fest in Leipzig auf, sondern auf Geschäftsreisen. Erst nach dem Sturz Napoleons 1815 wagte er sich erneut nach Paris, wo er seinen richtigen Namen Louis Sellier wieder annahm. Seine ersten Produktionsstääte errichtete er in der Nähe von Prag, wo Zündhütchen für die kaiserliche Armee Österreichs produziert wurden. 1829 gründeten Sellier und Bellot unter dem Namen Ludwig Sellier und J.M. Nikolas Bellot in Schönebeck die Firma Sellier & Bellot, die zunächst Zündhütchen für die preußische Armee herstellte, die Produktion aber ab 1870 auf Pistolen- und Gewehrmunition ausweitete.
Leipzig blieb seit der Firmengründung sein Hauptwohnsitz. In Leipzig war er Mitglied im Kunstverein und in der Gesellschaft Harmonie. Außerdem saß er im provisorischen Komitee der Leipziger Bank und war stellvertretender Direktor im Ausschuss der Leipzig-Dresdner Eisenbahn-Compagnie. Er war einer der Mitbegründer der Hypothekenbank der Allgemeinen Deutschen Creditanstalt (ADCA) mit Sitz in Leipzig.
 Sellier wurde im Familiengrab der Sellier auf dem neuen Johannisfriedhof in Leipzig bestattet.